# Todesengel (2019)
Todesengel ist ein deutscher Fernsehfilm und ein von der ARD produzierter Thriller basierend auf dem Roman The Valkyrie Song des schottischen Autors Craig Russell. Bei dem Thriller handelt es sich um die fünfte Verfilmung aus Russells Krimiserie rund um den von Peter Lohmeyer verkörperten Hamburger Kriminalkommissar Jan Fabel.

## Handlung
Der Film beginnt mit einem Duell: ein Mann und eine Frau stehen sich mit Pistolen im Anschlag gegenüber. Sie wechseln einige Sätze, die auf eine frühere enge Beziehung zwischen ihnen hindeuten. Es fallen gleichzeitig zwei Schüsse.
In Hamburg wird die Leiche eines Journalisten gefunden; der Zustand der Leiche erinnert Kriminalhauptkommissar Jan Fabel, der Mann in der einleitenden Szene, sofort an eine frühere Mordserie, die von der Presse dem Engel von St. Pauli zugeschrieben wurde. Die Opfer waren alles Männer, die als Zuhälter, Freier oder in anderer Weise gegenüber Frauen gewalttätig geworden waren. Sie wurden durch einen Schnitt durch den Hals getötet, konnten aber noch während ihres Verblutens ihre Kastration verfolgen. Auch der neue Fall entspricht diesem Schema, stellt Kommissarin Wolff fest. Bereits am nächsten Tag wird auf eine ähnliche Weise ein Angestellter der Firma NHG ermordet, über die der Journalist recherchiert hatte. 
Mehr oder weniger gleichzeitig entkommt Margarethe Paulus, die wegen ähnlicher Straftaten im Gefängnis sitzt, ihrer Haft. Sie kommt allerdings weder als Engel von St. Pauli noch für die aktuellen Morde in Frage, da sie durch ihre Haft Alibis hat. Die Kommissare Fabel und Wolff und Kriminalpsychologin Eckhardt stehen zunächst vor einem Rätsel.
Die Ermittlungen führen Jan Fabel und Anna Wolf in die Vergangenheit zurück, die in komplexen Rückblenden erzählt wird. In einer Stasi-Militärschule, dem sogenannten Internat, werden junge Frauen, die ihre Kindheit in Heimen zugebracht haben, unter ihrem Führungsoffizier Onkel Georg Georg Drescher und dem Kommandanten Genosse Oberst Ulrich Adebach zu Killerinnen ausgebildet. Drei der Mädchen – Anke, Liane und Margarethe – freunden sich intensiv an und beschließen, als Schwestern oder Walküren für immer Kontakt zu halten. 
Nach dem Fall der Mauer behalten Anke und Margarethe ihre Namen, aus Liane wird Sylvie Achtenhagen, die sich Jahre später mit Jan Fabel anfreundet und über die Mordserie, die dem Engel von St. Pauli zugeschrieben wird, ein Buch verfasst. Sie ist die Frau in der den Film einleitenden Szene und der Engel von St. Pauli.
Onkel Georg Drescher hat immer noch Kontakt zu den Killerinnen und versucht, ihre Fähigkeiten zu vermitteln. Genosse Oberst Adebach ist Wirtschaftstreibender geworden und tritt als Senior der Firma NHG auf, die unter seinem Schwiegersohn Simon Blohm versucht, Plastikmüll zu recyceln, dabei aber schwere gesundheitliche Belastungen der Arbeiter in Kauf nimmt. Der Journalist war den Machenschaften von NHG auf der Spur und Adebach lässt ihn durch Anke umbringen. Adebach selbst ermordet Anke, die ihm zu gefährlich wird, wird aber letztlich von Liane / Sylvie gestellt und erschossen. Drescher wird von Margarethe vergiftet.
Am Schluss kehrt der Film zur einleitenden Szene zurück und es wird klar, dass Jan Fabel seine ehemalige Freundin Sylvie / Liane erschossen hat.

## Hintergrund
Todesengel wurde vom 09. April bis zum 14. Mai 2019 in Hamburg und Umgebung gedreht.

## Rezeption

### Einschaltquote
Die Erstausstrahlung von Todesengel am 15. Dezember 2019 im Ersten erreichte 3,56 Millionen Zuschauer.

### Kritik
Der Deutsche Filmdienst bezeichnete den Film als: „Holzschnittartiger (Fernseh-)Krimi mit wenig Sinn für Atmosphäre, in dem anscheinend die Masse an expliziter Gewalt die völlige Unglaubwürdigkeit der Handlung kaschieren soll. Stilmittel des Film noir werden ohne Sinn und Verstand eingesetzt, die Darsteller quälen sich mit eindimensionalen Charakteren.“